# Сутисковская поселковая община
Сутисковская поселковая община (укр. Сутисківська селищна громада) — территориальная община в Винницком районе Винницкой области Украины.
Административный центр — посёлок городского типа Сутиски.

## Населённые пункты
В состав общины входит 1 пгт (Сутиски) и 2 села (Гута-Шершневская, Шершни).